# Shijiazhai (sockenhuvudort i Kina, Hebei Sheng, lat 38,92, long 114,27)
Shijiazhai är en sockenhuvudort i Kina. Den ligger i provinsen Hebei, i den norra delen av landet, omkring 210 kilometer sydväst om huvudstaden Peking. Antalet invånare är 8 393. Befolkningen består av 4 064 kvinnor och 4 329 män. Barn under 15 år utgör 17,0 %, vuxna 15-64 år 70 %, och äldre över 65 år 12,0 %.
Runt Shijiazhai är det ganska tätbefolkat, med 78 invånare per kvadratkilometer. Närmaste större samhälle är Wanglinkou, 13,1 km sydost om Shijiazhai. Trakten runt Shijiazhai består i huvudsak av gräsmarker.
Genomsnittlig årsnederbörd är 666 millimeter. Den regnigaste månaden är juli, med i genomsnitt 187 mm nederbörd, och den torraste är januari, med 4 mm nederbörd.